# Wężnica
Wężnica – struga w środkowej Polsce w województwie łódzkim, prawy dopływ Warty. Przepływa przez gminy Siemkowice, Osjaków i Konopnicę. Płynie pod Krzętlami i Kuźnicą Strobińską, w powiecie wieluńskim.